# Dione Rissios
Dione Rissios Durán (Santiago, 16 de enero de 1990) es una árbitra internacional de fútbol chilena. Es la la segunda jueza principal en dirigir un partido en la Primera División chilena.

## Biografía
Rissios estudió Ingeniería en Administración en Chile, pero nunca llegó a ejercer porque se dedicó al arbitraje profesional.
En 2009, ingresó al Instituto Nacional del Fútbol, Deporte y Actividad Física (INAF) y desde 2016 está en la categoría FIFA, siendo árbitra en diversos campeonatos internacionales.
En 2018, fue una de las tres chilenas árbitras del Campeonato Sudamericano Femenino Sub-20 de 2018, junto a Cindy Nahuelcoy y Marcia Castillo.
Al año siguiente, también dirigió cuatro partidos de las fases grupales de la Copa Libertadores Femenina 2019.
En 2023, fue parte de la nómina oficial de árbitros del torneo de Primera B de ese año en su país, dirigiendo el partido entre Deportes Santa Cruz y Rangers el 21 de febrero.
El 19 de febrero de 2024, se convirtió en la segunda mujer en arbitrar un partido de Primera División chilena, luego de María Belén Carvajal, en un duelo entre Audax Italiano y Deportes Iquique por la primera fecha del campeonato de ese año. Ese mismo año, dirigió cuatro partidos de la Copa Mundial Femenina de Fútbol Sub-20 de 2024 y volvió a arbirtrar en la Copa Libertadores Femenina de ese año.
El 12 de febrero de 2025, Rissios se convirtió en la primera mujer en dirigir un partido de Colo Colo masculino, al enfrentarse a Unión San Felipe en Primera División.